# Uloborus trifasciatus
Uloborus trifasciatus es una especie de araña araneomorfa del género Uloborus, familia Uloboridae. Fue descrita científicamente por Thorell en 1890.
Habita en islas de la Sonda.